# Diamanti grezzi
Diamanti grezzi (Uncut Gems) è un film del 2019 diretto da Josh e Benny Safdie. 
Per questo film il protagonista, Adam Sandler, in un ruolo eccezionalmente drammatico, ha ricevuto il plauso di critica e pubblico e ha vinto anche numerosi premi.

## Trama
Nel 2010, in Etiopia, dei minatori falascia sottopagati scoprono un opale nero. Due anni dopo, nel 2012, il gioielliere ebreo newyorkese Howard Ratner mette le mani sull'opale nero contrabbandato, corrompendo con 100.000 dollari due minatori etiopi. Avendo stimato il suo valore attorno a un milione di dollari, ha intenzione di metterlo all'asta per saldare il debito di 100.000 dollari che ha col cognato Arno. Howard infatti è uno scommettitore incallito, la cui continua ricerca di puntate sempre più rischiose condiziona una vita già di per sé complicata; in procinto di divorziare dalla moglie con cui ha tre figli, ha una relazione segreta con la sua dipendente Julia, che sfrutta la cosa per non presentarsi quasi mai al lavoro, passando le notti a fare festa; inoltre, uno spazientito Arno gli ha messo alle calcagna Phil e Nico, due personaggi legati al mondo della malavita.
In negozio Howard riceve la visita del cestista dei Boston Celtics Kevin Garnett, presentatogli da Demany, uno smerciatore che procaccia ad Howard la sempre più rada clientela. Per risvegliare l'interesse dello sportivo, Howard gli mostra la pietra: Garnett si convince immediatamente che abbia dei poteri magici e gli chiede di prestargliela, sicuro che grazie ad essa vincerà la partita di quella sera contro i Philadelphia 76ers, con la promessa di restituirgliela il giorno dopo. Quest'ultimo accetta, riluttante, e riceve come garanzia in cambio l'anello da campione NBA dell'altro, che impegna per scommettere sulla vittoria dei Celtics e la prestazione di Garnett. La scommessa si rivela un successo su tutta la linea grazie all'influsso scaramantico della pietra, facendo credere ad Howard di essere già in grado di saldare il debito.
Alla recita scolastica di sua figlia, Howard viene rapito dagli scagnozzi di Arno, che lo picchiano e lo chiudono nudo del bagagliaio della sua auto, mentre il cognato lo informa di aver annullato la scommessa sul nascere, essendo stata fatta con dei soldi che gli doveva. A complicare la situazione contribuiscono Garnett e Demany, che non sembrano intenzionati a rendergli l'opale: fallito un primo tentativo di riaverlo e con la casa d'aste col fiato sul collo, Howard rintraccia Demany a un concerto di The Weeknd, ma viene scacciato in malo modo. Al concerto, Howard riconosce anche Julia, appartatasi in un bagno del locale con il cantante, e decide di lasciarla dopo una furiosa litigata. La sera successiva, partecipa alle celebrazioni della Pasqua ebraica con la sua famiglia, fra cui Arno, che viene così a sapere della pietra e dell'asta; Howard chiede alla moglie un'altra chance come coppia, ma lei lo respinge, deridendolo.
Il giorno dopo Garnett si presenta con Demany al negozio di Howard, intenzionato ad acquistare la pietra per 175.000 dollari, ma Howard rifiuta, invitandolo a partecipare all'asta. Recatosi in extremis alla casa d'aste a consegnare la pietra, Howard scopre che il suo valore di base è stato abbassato notevolmente dalla perizia di un altro gemmologo e che ora è pari a "soli" 150-200.000 dollari. Chiede quindi al suocero Gooey di fare offerte al rialzo, sicuro che Garnett cercherà comunque di superarlo: arrivati a 190.000 dollari, il maldestro tentativo gli si ritorce contro quando il cestista si ritira e Gooey si aggiudica nolente la pietra. Howard promette al suocero di restituirgli i soldi non appena gli verranno bonificati, più quanto perso nella transazione di tasca propria. Credendo che Howard l'abbia preso di nuovo in giro, Arno lo fa picchiare da Phil e Nico e gli dà un ultimatum a breve scadenza per saldare il debito.
In negozio, un disperato Howard viene consolato da Julia, con cui riallaccia i rapporti, e riesce a vendere la pietra a Garnett per 175.000 dollari in contanti. Avverte Arno di avere finalmente con sé la sudata somma, ma, spinto dal proprio spirito competitivo a non uscire da tutta la faccenda con così poco, decide di puntarli tutti su Garnett e sulla vittoria dei Celtics la sera stessa in gara-7 contro i Philadelphia 76ers: consegna quindi la somma a Julia, che corre a piazzare la puntata in un centro scommesse. Arno si presenta in negozio con Phil e Nico, ma Howard, consapevole che cercherebbero nuovamente di annullare la scommessa, riesce a intrappolarli nella doppia porta a vetri antiproiettile della gioielleria.
Julia e Howard seguono trepidanti l'andamento della partita, quest'ultimo sotto lo sguardo via via sempre meno scettico dei tre prigionieri, che si conclude con la vittoria dei Celtics grazie a una spettacolare prestazione di Garnett: euforico per aver vinto oltre un milione di dollari, Howard libera il cognato, anch'esso visibilmente sollevato dalla vittoria, ma viene immediatamente ucciso da Phil con un colpo a bruciapelo. Quest'ultimo uccide anche uno scioccato Arno e inizia a svaligiare la gioielleria assieme a Nico, mentre Julia si allontana ignara dal centro scommesse con la vincita.

## Produzione

### Sviluppo
Il film originariamente avrebbe dovuto fare seguito al lungometraggio di debutto dei fratelli Safdie, Daddy Longlegs, del 2009. I due hanno scritto la sceneggiatura assieme a Ronald Bronstein, che aveva fatto da protagonista in Daddy Longlegs e che sarebbe divenuto poi un loro abituale collaboratore artistico, ispirandosi inizialmente alle storie che loro padre gli raccontava da piccoli sulla sua esperienza di lavoro nel Diamond District di Manhattan.
Lo sviluppo del film si è tuttavia prolungato per quasi un decennio: dopo una fase di stallo creativo nata dall'ampliamento della trama, i tre hanno deciso di mettere in pausa il progetto nel 2012 per dedicarsi al documentario Lenny Cooke. Vi hanno poi rimesso mano dopo che Heaven Knows What (2014) – nato grazie all'incontro con Arielle Holmes ad un apprendistato in una gioielleria ebraica volto a dare maggior autenticità alla sceneggiatura – gli ha permesso di utilizzare delle idee che hanno potuto così essere scartate e proseguire nello sviluppo. Il progetto ha poi subito un ulteriore ritardo con l'interessamento dell'attore Robert Pattinson, che ha portato alla realizzazione di Good Time (2017), il quale è servito da ulteriore banco di prova per il film grazie ad una struttura narrativa più classica.

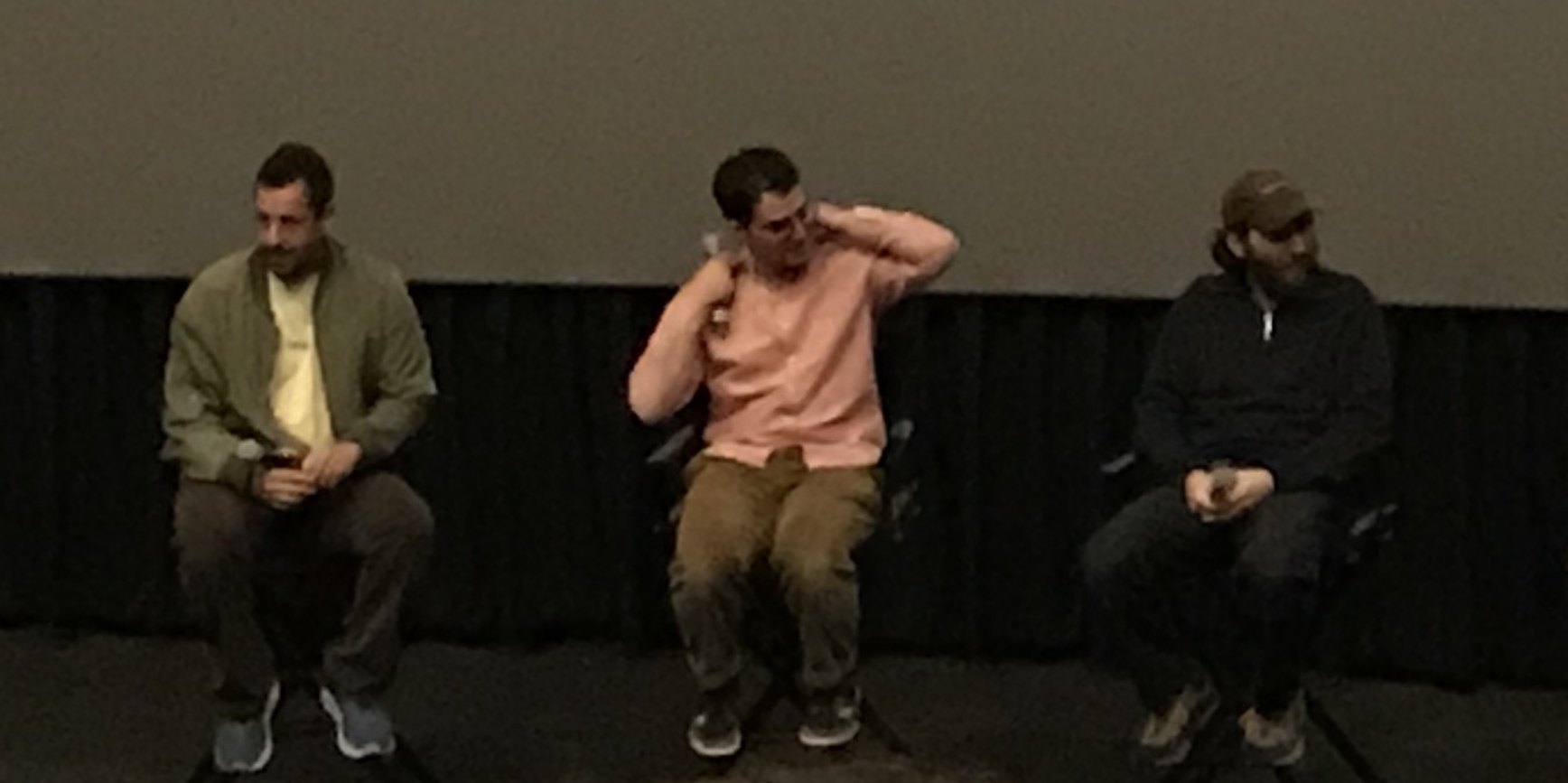
I fratelli Safdie e Adam Sandler alla premiere di Diamanti grezzi nel dicembre 2019

### Cast
La produzione è stata infine avviata grazie al coinvolgimento di Emma Tillinger Koskoff e Martin Scorsese come produttori esecutivi del film attraverso la loro Sikelia Productions. Nel maggio del 2017, Jonah Hill è entrato in trattative per interpretare il protagonista, con Scott Rudin e Eli Bush della Scott Rudin Productions, e Sebastian Bear-McClard e Oscar Boyson della Elara Pictures come produttori, oltre che A24 come distributrice. Nell'aprile del 2018, Adam Sandler è entrato nel cast del film, sostituendo Hill.
Nell'agosto del 2018, Eric Bogosian e Judd Hirsch si sono uniti al cast. Nel mese di settembre, Lakeith Stanfield e Idina Menzel sono entrati nel cast, mentre Netflix ha acquisito da A24 i diritti di distribuzione del film al di fuori degli Stati Uniti. Nell'ottobre dello stesso anno, The Weeknd, Trinidad James e Pom Klementieff sono entrati nel cast, seguiti a novembre dal cestista Kevin Garnett: per quest'ultimo ruolo erano stati considerati anche Amar'e Stoudemire e Joel Embiid.

### Riprese
Le riprese del film si sono tenute a New York tra il settembre e il novembre del 2018. Il direttore della fotografia Darius Khondji, che ha preso il posto del precedente collaboratore dei registi Sean Price Williams, ha girato il film in 35 millimetri formato anamorfico.

## Colonna sonora
La colonna sonora del film è stata composta dal musicista elettronico-sperimentale Oneohtrix Point Never, che aveva già realizzato le musiche per un film dei fratelli Safdie con Good Time (2017). L'album contenente la colonna sonora, Uncut Gems: Original Motion Picture Soundtrack, è stato pubblicato il 13 dicembre 2019 da Warp Records.
I titoli di coda sono accompagnati da L'amour toujours (I'll Fly with You) di Gigi D'Agostino.

### Tracce
Lato A
1. The Ballad of Howie Bling – 8:26
2. Pure Elation – 1:01
3. Followed – 1:32
4. The Bet Hits – 2:51

Lato B
1. High Life – 1:00
2. No Vacation – 0:54
3. School Play – 6:16
4. Fuck You Howard – 2:42
5. Smoothie – 1:10

Lato C
1. Back To Roslyn – 2:02
2. The Fountain – 2:21
3. Powerade – 0:52
4. Windows – 5:06
5. Buzz Me Out – 2:49

Lato D
1. The Blade – 1:32
2. Mohegan Suite – 4:42
3. Uncut Gems – 6:40

## Promozione
Il 19 settembre 2019 è stato diffuso online il primo teaser trailer del film, seguito il 24 settembre dal trailer principale.

## Distribuzione
Il film è stato presentato in anteprima il 30 agosto 2019 al Telluride Film Festival.
È stato distribuito nelle sale cinematografiche statunitensi da A24, con una distribuzione limitata a partire dal 13 dicembre 2019 per poi ampliarsi dal 25 dicembre. In Italia è stato distribuito dal 31 gennaio 2020 da Netflix sulla propria piattaforma streaming.

## Accoglienza

### Incassi
In Nord America, il film ha incassato un totale di 50 milioni di dollari.
Nel suo primo weekend di distribuzione limitata, in cui era distribuito in 5 sale tra New York e Los Angeles, il film ha incassato 537.000 dollari, registrando la media più alta di sempre per un film A24 e la seconda più alta del 2019. Al termine della sua seconda settimana di programmazione, il film ha raggiunto il milione di dollari. Il suo primo giorno di distribuzione su scala nazionale, il film ha incassato 5,9 milioni, il maggior incasso giornaliero di sempre per un film A24, incassando 9,6 milioni al termine del weekend per un totale di 18,5 su un periodo di cinque giorni, classificandosi al sesto posto. Il suo secondo weekend di programmazione estesa, il film ha incassato 7,5 milioni di dollari, scendendo all'ottavo posto.

### Critica
Il film è stato unanimemente accolto in modo molto positivo dalla critica e dal pubblico che apprezzano in particolare la drammatica interpretazione di Adam Sandler.
Sul sito web Rotten Tomatoes, il film riceve il 92% di recensioni professionali positive, con un voto medio di 8,7/10, basato su 292 recensioni. Su Metacritic il film ottiene un punteggio medio di 90 su 100, basato su 56 critiche, ad indicare un «riconoscimento universale».

## Riconoscimenti
- 2019 – Boston Society of Film Critics Awards[37]
  - Miglior attore ad Adam Sandler
- 2019 – Chicago Film Critics Association Awards[38]
  - Candidatura per il miglior attore a Adam Sandler
  - Candidatura per il miglior montaggio
  - Candidatura per la miglior colonna sonora originale a Oneohtrix Point Never
  - Candidatura per la miglior performance rivelazione a Julia Fox
- 2019 – Gotham Independent Film Awards[39]
  - Candidatura per il miglior film
  - Candidatura per il miglior attore ad Adam Sandler
  - Candidatura per il miglior interprete rivelazione a Julia Fox
- 2019 – National Board of Review Awards[40]
  - Migliori dieci film dell'anno
  - Miglior attore ad Adam Sandler
  - Miglior sceneggiatura originale a Josh e Benny Safdie e Ronald Bronstein
- 2019 – New York Film Critics Circle Awards[41]
  - Miglior regista a Josh e Benny Safdie
- 2019 – San Diego Film Critics Society Awards[42][43]
  - Miglior regista a Josh e Benny Safdie
  - Candidatura per il miglior attore a Adam Sandler
  - Candidatura per il miglior montaggio a Benny Safdie e Ronald Bronstein
  - Candidatura per la miglior sceneggiatura originale a Josh e Benny Safdie
- 2019 – Satellite Award[44]
  - Candidatura per il miglior film commedia o musicale
  - Candidatura per il miglior attore in un film commedia o musicale ad Adam Sandler
- 2020 – Critics' Choice Awards[45]
  - Candidatura per il miglior film
  - Candidatura per il miglior attore ad Adam Sandler
  - Candidatura per il miglior regista a Josh e Benny Safdie
  - Candidatura per il miglior montaggio a Ronald Bronstein e Benny Safdie
- 2020 – Independent Spirit Awards[46][47]
  - Miglior regista a Josh e Benny Safdie
  - Miglior attore protagonista ad Adam Sandler
  - Miglior montaggio a Ronald Bronstein e Benny Safdie
  - Candidatura per il miglior film
  - Candidatura per la miglior sceneggiatura a Ronald Bronstein, Josh e Benny Safdie